# Collins Crime Club
Collins Crime Club, extensão da William Collins & Co. Ltd., foi uma editora britânica fundada em 6 de maio de 1930 e encerrando suas atividades em abril de 1994. Os leitores associavam-se, fornecendo seus nomes e endereços, e o clube garantia a remessa de um boletim trimestral, informando-os sobre os últimos lançamentos ou os que estavam no prelo. Esse sistema não forçava o cliente a comprar um determinado número de volume a cada ano, sendo apenas um informativo para os membros.